# Arta (regio)
Arta is een regio in het centrale deel van Djibouti. De regio werd op 7 juli 2002 gecreëerd uit delen van de aangrenzende regio Dikhil en stad Djibouti. De hoofdstad van Arta heet eveneens Arta.

## Grenzen
De regio Arta ligt ten zuiden van de Ghoubet Kharab-baai en grenst in het noordoosten aan de Golf van Tadjoura.

Verder grenst de regio aan vier andere deelgebieden van Djibouti.
- De hoofdstad Djibouti in het noordoosten.
- De regio Ali Sabieh in het zuidoosten.
- De regio Dikhil in het zuidwesten.
- De regio Tadjourah in het noordwesten.